# Amauronyx zaballosi
Amauronyx zaballosi é uma espécie de insetos coleópteros polífagos pertencente à família Staphylinidae.
A autoridade científica da espécie é B. Secq & M. Secq, tendo sido descrita no ano de 1996.
Trata-se de uma espécie presente no território português.